# Ресурси (Windows)
Ресурси Microsoft Windows — дані, вбудовані в EXE, DLL, CPL і (починаючи з Windows Vista) MUI -файли. Доступ до цих даних можна отримати через функції Windows API.

## Типи ресурсів
У кожного ресурсу є назва і тип. У Windows використовуються такі передвизначені типи ресурсів:
- Курсор
- Значок (іконка)
- BMP
- Шаблон діалогового вікна
- Шрифт
- HTML-документ
- Рядковий тип
- Дані про версію EXE/DLL

Розробник може також використовувати власні типи ресурсів.

## Використання
Значок, який Windows використовує для відображення EXE-файлу, — це перший значок, прописаний як ресурс у цьому файлі. Якщо такого ресурсу у файлі немає, то використовується значок з бібліотеки стандартних значків Windows. Версія програмного продукту, прописана в ресурсах, показується на вкладці Версія у вікні властивостей.
Існують програми-редактори, що дозволяють змінювати ресурси, вбудовані в EXE-файли (наприклад, Resource Hacker). Їх застосовують для мовної локалізації програм або заміни значків.